# 노키아 루미아 800
노키아 루미아 800(Nokia Lumia 800, 코드명: 'Sea Ray')은 2011년 10월 26일 노키아 월드 2011 이벤트에서 첫 선을 보인 노키아의 스마트폰이다. 윈도우 폰 7.5 망고에서 처음 구동되었으며 이는 노키아가 자사의 스마트폰을 위해 사용했던 심비안 OS에서 이동하여 윈도우 폰 운영 체제를 사용한 최초의 장치였다. 2011년 11월 유럽에 첫 출시된 노키아의 플래그십 스마트폰이다.
루미아 800은 이전에 출시된 미고 기반 노키아 N9과 디자인을 공유하며 이는 코드명 RM-716 Searay의 Meego CDMA 버라이즌 모델이었다. 외면상 차이점은 전화 우측에 카메라에 할당된 물리 버튼이 하나 추가된 것, 그리고 칼짜이즈 카메라 렌즈 바로 위쪽으로 듀얼 LED 플래시가 이동된 점이다. 비슷한 외양에도 불구하고 루미아 800은 N9과는 내부가 다르다. 루미아 800의 칩셋은 퀄컴의 것이지만, N9은 텍사스 인스트루먼트 OMAP 칩셋과 CPU를 사용한다.

## 같이 보기
- 윈도우 폰
- 노키아 루미아 610
- 노키아 루미아 710
- 노키아 루미아 900